# Martina Jentsch
Martina Jentsch (* 22. März 1968 in Leipzig) ist eine ehemalige deutsche Gerätturnerin. Ihr Heimatverein war der SC Einheit Dresden.
Martina Jentsch erreichte bei den Weltmeisterschaften 1985 in Montréal den siebenten Platz im Mehrkampf und erhielt Bronze mit der Mannschaft der Deutschen Demokratischen Republik (DDR). Im Jahr 1986 gewann sie zwei Meistertitel der DDR: am Boden und beim Pferdsprung. Ihren Titel am Boden verteidigte Jentsch 1987 erfolgreich, bei der Europameisterschaft 1987 belegte sie den siebenten Platz im Mehrkampf. Bei den Weltmeisterschaften 1987 war sie zum zweiten Mal Mitglied der DDR-Riege, die Bronze gewann. Auch bei den Olympischen Spielen 1988 holte die DDR-Mannschaft Bronze, Martina Jentsch verletzte sich allerdings bei der Pflicht und konnte ihrer Mannschaft in der Kür nicht helfen. Im selben Jahr wurde sie mit dem Vaterländischen Verdienstorden in Bronze ausgezeichnet.
Nach dem Ende ihrer sportlichen Laufbahn zog Martina Jentsch nach Cottbus.